# رزق الله منقريوس
رزق الله منقريوس الصدفي (توفي بعد ١٣٢٦ هـ / بعد ١٩٠٨ م) مؤرخ مصري، من علماء الأقباط.

## آثاره
له «تاريخ دول الاسلام» ثلاثة أجزاء - طبع بالقاهرة سنة ١٣٢٥ هـ. قال الزركلي عن الكتاب: «تكلم فيه على سبع وستين دولة إسلامية، وبوّبه تبويبا لم يُسبق إليه، ولولا ما فيه من ضعف الإنشاء وخلط في بعض المواضع لنال الحظوى عند الفضلاء.»